# Pic Granite
Le pic Granite, Granite Peak en anglais, est un sommet des monts Beartooth, dans le comté de Park au Montana, aux États-Unis. Avec 3 901 mètres d'altitude, c'est le point culminant de l'État du Montana, lui-même dixième État le plus haut des États-Unis.
Le pic Granite est un des sommets d'État les plus difficiles à gravir, tant du point de vue technique que météorologique.

Animation représentant le pic Granite en trois dimensions.